# 歡迎光臨奇幻城堡
是一部2017年美國劇情片，由西恩·貝克執導並與克里斯·貝戈赫共同撰寫劇本。電影主演包括布魯克琳·普林斯、布莉亞·文奈特、威廉·達佛、娃萊莉亞·庫托、克里斯托弗·里维拉與卡賴伯·蘭里·瓊斯。電影名稱所稱的是位於佛羅里達州的華特迪士尼世界。該片2017年5月22日在第70屆坎城影展的導演雙週上首映，2017年10月6日在美國上映。

## 劇情
故事圍繞在一間名為「奇幻城堡」的廉價摩鐵中，主要描述經理巴比和以此為家的夢妮與母親海莉之故事。

## 演員
- 布魯克琳·普林斯 飾 夢妮
- 布莉亞·文奈特（英语：Bria Vinaite） 飾 海莉
- 威廉·達佛 飾 巴比
- 娃萊莉亞·庫托 飾 珍希
- 克里斯托弗·里维拉 飾 史考托
- 卡賴伯·蘭里·瓊斯 飾 傑克 ·希克斯

## 發行
《歡迎光臨奇幻城堡》於2017年5月22日在第70屆坎城影展導演雙週公開全球首映。

## 評價
《歡迎光臨奇幻城堡》獲得了普遍好評。在爛番茄上，根據229條評論而持有96%的新鮮度，平均得分8.8 / 10，觀眾平均分數為78%。在Metacritic則獲得了92分。

## 榮譽
| 第71屆英國電影學院獎 | 最佳男配角                     | 威廉·達佛 | 提名 |
| 第75屆金球獎         | 最佳劇情類、音樂及喜劇類男配角 | 威廉·達佛 | 提名 |
| 第90屆奧斯卡金像獎   | 最佳男配角                     | 威廉·達佛 | 提名 |

## 外部連結
- 互联网电影数据库（IMDb）上《歡迎光臨奇幻城堡》的资料（英文）
- 爛番茄上《歡迎光臨奇幻城堡》的資料（英文）